# آتلانتیا
آتلانتیا (به ایتالیایی: Mundys) شرکت هلدینگ ایتالیایی است، که بزرگترین صاحب امتیاز در شبکه آتوزترید ایتالیا می‌باشد. یکی دیگر از شرکت‌های فرعی آن، شرکت آتوزترید ویرجینیا است، که یکی از اعضای کنسرسیوم دالاس گرین‌وی محسوب می‌شود.
بزرگترین سهامدار شرکت آتلانتیا، خانواده بنتون می‌باشند، که با در اختیار داشتن بیش از ۳۸ درصد از سهام این شرکت، مالک اصلی آتلانتیا محسوب می‌شوند. باقی‌مانده سهام این شرکت به‌طور عمومی در بازار بورس اوراق بهادار ایتالیا دادوستد می‌شود.